# Peter Jakob Schober
Peter Jakob Schober (* 13. Dezember 1897 in Gschwend; † 22. Juli 1983 in Bad Bleiberg) war ein deutscher Maler des Expressiven Realismus.

## Leben
Er war das jüngste von elf Kindern seiner Eltern und besuchte von 1911 an das Lehrerseminar in Backnang, anschließend war er Referendar an verschiedenen Grundschulen. Am Ersten Weltkrieg nahm er von 1916 bis 1918 teil und wurde an der Westfront schwer verwundet. Von 1919 bis 1922 war er Zeichen- und Turnlehrer in Calw, anschließend absolvierte er bis 1929 ein Kunststudium an der Stuttgarter Akademie, u. a. bei Christian Landenberger, Heinrich Altherr und Alexander Eckener. Noch während des Studiums hatte Schober erste Ausstellungsbeteiligungen bei der Stuttgarter Sezession. Von 1929 bis 1932 weilte er in Paris, wo er mit dem Impressionismus und Cézanne in Berührung kam. 1931 kam er zurück nach Stuttgart, wo er seine Frau Berta heiratete. 1932 erhielt er einen Lehrauftrag für Radierungen an der Stuttgarter Akademie, ab 1937 war er freischaffender Künstler.
In der Zeit des Nationalsozialismus war Schober Mitglied der Reichskammer der bildenden Künste. Für diese Zeit ist seine Teilnahme an 8 großen Gruppenausstellungen und einer Einzelausstellung sicher belegt. U. a. war er 1943 er auf der Wiener Ausstellung Junge Kunst im Deutschen Reich und von 1941 bis 1944 auf allen Großen Deutschen Kunstausstellungen in München vertreten.
Ab 1939 nahm Schober am Zweiten Weltkrieg teil. Er war in den Kampfgebieten im Osten als Kriegsberichterstatter tätig, u. a. zusammen mit Fritz Nuss. 1943 wurde sein Atelier in Stuttgart mitsamt fast dem gesamten Werk durch Kriegseinwirkungen zerstört. Seine Familie siedelte danach ins ländliche Billensbach über, wohin zuvor bereits Alfred Lörcher umgesiedelt war und wo im benachbarten Etzlenswenden auch der Freund Rudolf Yelin wohnte. Schober selbst geriet gegen Ende des Krieges in Kriegsgefangenschaft, wo er in einem Lager in Colmar Otto Dix kennenlernte. 1946 kehrte Schober aus der Gefangenschaft heim und plante ein Atelierhaus in Billensbach, das die Familie 1949 bezog.
Ab den frühen 1950er Jahren erhielt Schober zahlreiche Aufträge für Kunst am Bau. Neben diesen angewandten Arbeiten entstand ein freies Werk, das seine Eindrücke bald auch von ausgedehnten Reisen nach Spanien, Frankreich, Italien und Nordafrika gewann. Schober war von 1954 bis 1968 Vorsitzender der Stuttgarter Sezession. Außerdem war er ab 1950 Mitglied im Künstlerbund Heilbronn, zu dessen Ehrenmitglied er 1972 ernannt wurde. Er erhielt 1967 das Bundesverdienstkreuz Erster Klasse und wurde 1973 zum Professor ernannt. Er verstarb 1983 beim Urlaub in Bad Bleiberg (Kärnten).

## Werke

### Im öffentlichen Raum

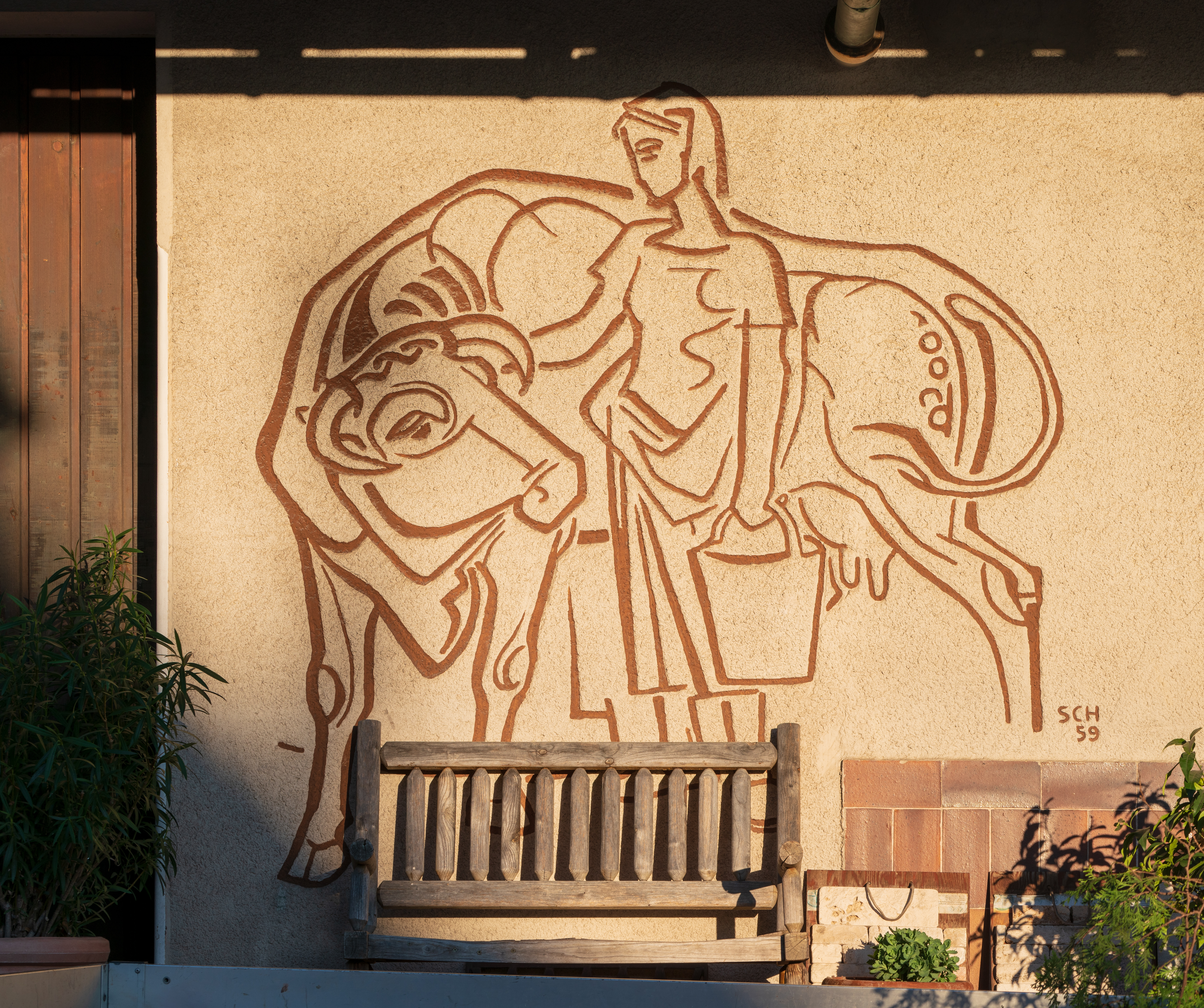
Sgraffito von Peter Jakob Schober (1959) am ehemaligen Milchhäusle in Beilstein-Billensbach

- Glaswand im Sitzungssaal des Rathauses sowie Wandbilder in der Aula des Gymnasiums und der Burg-Apotheke in Beilstein
- Drei Glasfenster in der Johanneskirche in Beilstein-Billensbach
- Wandgemälde mit der Kreuzigungsgruppe im Bet- und Schulhaus in Billensbach, 1949, signiert und datiert
- Einhorn an der Fassade der Einhorn-Apotheke in Heilbronn
- Festsaal des Konzert- und Kongresszentrums Harmonie in Heilbronn
- Empfangshalle des Heilbronner Hauptbahnhofs
- Buntglasfenster in der Kreuzkirche in Heilbronn
- Eingangshalle der Wartbergschule in Heilbronn
- Sgraffito Der Minnesänger Schenk von Limpurg an der Stadthalle in Gaildorf (1954)
- Fresko an der Grundschule in Gschwend
- Weingärtnerwand im Ratskeller Stuttgart
- Fresko an der Außenwand des Zuckerrübenverbands Sonnenbergstraße 28 in Stuttgart
- Sgraffito an der Turn- und Festhalle Affaltrach, Michelbachstraße 4 in Obersulm
- Sgraffito an der Außenwand der IG Metall Heilbronn-Neckarsulm Meister mit Lehrling (1952)
- Sitzungssaal im ehemaligen Aalener Rathaus (1936)[3]
- Fresken im Rathaus der Stadt Crailsheim (1953 und 1958)[4]

### Malerei
- Der kleine Kuhirt (Öl, 70 × 48 cm; 1953 auf der Dritten Deutsche Kunstausstellung in Dresden)[5]
- Dorfstraße (Öl, 50 × 61 cm; auf der Dritten Deutsche Kunstausstellung)

### Buch-Illustrationen
- Fibel für die evangelischen Volksschulen Württembergs, Union-Verlag, Stuttgart, 1933
- Josef Stauder (Hrsg.): Es brummt im Karton: Schwänke von der Front, Cantz, Stuttgart, 1942
- Gottfried August Bürger: Münchhausens Reisen und Abenteuer, Union-Verlag, Stuttgart, 1953

## Ausstellungen mit Katalogen
- Peter Jakob Schober: Landschaft und Bildnis 1927 - 1977, 7. Oktober – 4. Dezember 1977, Historisches Museum der Stadt Heilbronn
- Peter Jakob Schober: Malerei, Graphik, 14. März – 3. Mai 1981, Studio-Galerie der Hans-Thoma-Gesellschaft, Reutlingen
- Peter J. Schober – Malerei, Aquarelle, Zeichnungen, 12. März – 12. April 1982, Villa Merkel, Esslingen
- Peter Jakob Schober, 1897–1983: Malerei des expressiven Realismus, 9. April – 27. August 1995, Kunstmuseum Hohenkarpfen, Hausen ob Verena
- Peter Jakob Schober – Steigerung des Wirklichen: Ausstellung zum 100. Geburtstag, 28. September – 15. November 1997, Galerie Schlichtenmaier, Schloß Dätzingen, Grafenau, ISBN 3-89298-117-5
- Kreidezeichnungen, 12. Juli – 6. September 1998, Städtische Galerie Böblingen, ISBN 3-928754-23-8